# Liste der Premiumwanderwege im Saarland
Die Liste der Premiumwanderwege im Saarland führt sämtliche zurzeit 65 Premiumwanderwege auf, die sich im Saarland befinden. Zusätzlich gibt es noch den nach Rheinland-Pfalz übergehenden, 410 km langen Saar-Hunsrück-Steig, der der höchstzertifizierte Fernwanderweg Deutschlands ist.
Die Klassifizierung der Premiumwanderwege hat um 1995 im Saarland begonnen, wo heute auch mit Abstand die meisten Premiumwanderwege zu finden sind.
LR = empfohlene Laufrichtung; Hm = Höhenmeter; EP = Erlebnispunkte (0–100)

## Tabelle
| Name                                           | Kreis         | Gemeinde                   | Länge   | LR | Hm  | EP  | Start/Ziel                                                                                          | Besonderheiten                                                                                     |
| ---------------------------------------------- | ------------- | -------------------------- | ------- | -- | --- | --- | --------------------------------------------------------------------------------------------------- | -------------------------------------------------------------------------------------------------- |
| Almglück                                       | Hunsrück      | Wadrill                    | 6,6 km  |    | 257 | 75  | | Hochwaldalm                                                                                        |
| Cloef-Pfad                                     | Merzig-Wadern | Orscholz                   | 7,3 km  |    | 427 | 92  | | Saarschleife mit Aussichtspunkt Cloef                                                              |
| Beckinger SaarBlicke                           | Merzig-Wadern | Beckingen                  | 14,3 km |    | 457 | 63  | Parkplatz am Bahnhof Beckingen                                                                      | Naturschutzgebiet Wolferskopf                                                                      |
| Der Gisinger                                   | Saarlouis     | Gisingen                   | 12 km   |    | 379 | 71  | | Saargau                                                                                            |
| Ensheimer Brunnenweg                           | Saarbrücken   | Saarbrücken                | 10 km   |    | 367 | 51  | | 11 Brunnen                                                                                         |
| Erzgräberweg                                   | Saarlouis     | Schmelz                    | 12,5 km |    | 351 | 62  | Wanderparkplatz Dreihausen                                                                          | Zeugnisse der vorindustriellen Erzverhüttung in Schmelz                                            |
| Hirn-Gallenberg-Tour                           | Saarlouis     | Wallerfangen-Rammelfangen  | 7,3 km  |    | 212 | 71  | | Steinbruchreste, Gewässer, alte Weinbergterrassen                                                  |
| Idesbachpfad                                   | Saarlouis     | Rehlingen-Siersburg        | 17,4 km |    | 786 | 66  | | „Wald der Riesen“                                                                                  |
| Kaltensteinpfad                                | Saarlouis     | Lebach                     | 7,8 km  |    | 330 | 56  | Sport- und Freizeitzentrum Dillinger Straße 71, 66822 Lebach 49° 24′ 10″ N, 6° 53′ 23″ O            | Hoxberg, „Kaltensteine“ (zwei riesige Steinblöcke)                                                 |
| Kirkeler Tafeltour                             | Saarland      | Kirkel-Neuhäusel           | 8 km    |    | 330 | 66  | | Burgruine Kirkel, Frauenbrunnen, Waldklassenzimmer                                                 |
| Kleiner Lückner                                | Saarland      | Losheim am See             | 7,1 km  |    | 296 | 57  | | Rammenfels                                                                                         |
| Mühlenbach Schluchtentour                      | Saarlouis     | Saarwellingen              | 11 km   |    | 220 | 50  | Wanderparkplatz an der Schutzhütte des Saarwaldvereins von Saarwellingen 49° 21′ 53″ N, 6° 49′ 5″ O | Schlucht des Mühlenbachs, Westwallbunker                                                           |
| Nahequelle-Pfad                                | St. Wendel    | Selbach                    | 5,4 km  |    | 188 | 75  | Parkplatz an der Nahequelle in Selbach 49° 32′ 22″ N, 7° 1′ 39″ O                                   | Streuobstwiesen, Hainsimsen-Buchenwald                                                             |
| Primstaler Panoramapfad                        | St. Wendel    | Primstal                   | 14 km   |    | 650 | 53  | | Alte Steinbrüche                                                                                   |
| Rötelsteinpfad                                 | St. Wendel    | Oberthal                   | 14,5 km |    | 485 | 60  | Wanderparkplatz an der Kirche in Güdesweiler 49° 31′ 16″ N, 7° 6′ 20″ O                             | Moorlandschaft des „Oberthaler Bruch“, eisenoxidhaltige Tonsteine                                  |
| Saarhölzbachpfad                               | Merzig-Wadern | Saarhölzbach               | 12,6 km |    | 428 | 71  | | Vogelfelsen                                                                                        |
| Saarschleifen Tafeltour                        | Merzig-Wadern | Mettlach                   | 16 km   |    | 563 | 67  | | Burg Montclair, Cloef                                                                              |
| Schengen grenzenlos / Schengen sans frontières | Luxemburg     | Schengen                   | 7,7 km  |    |     |     | | |
| Stausee-Tafeltour                              | Merzig-Wadern | Losheim am See, Scheiden   | 9,5 km  |    | ??? | 66  | | Stausee Losheim                                                                                    |
| Urwaldtour                                     | Saarbrücken   | Saarbrücken                | 8,2 km  |    | 249 | 53  | Parkplatz am Forsthaus Neuhaus 49° 17′ 25″ N, 6° 58′ 56″ O                                          | Scheune Neuhaus, „Kleiner Fujii“                                                                   |
| Vauban-Steig                                   | Saarlouis     | Saarlouis                  | 12,5 km |    | 155 | 68  | Flugplatz Düren                                                                                     | Flugplatz Saarlouis-Düren, Teufelsburg                                                             |
| Wadrilltal-Tafeltour                           | Merzig-Wadern | Sitzerath                  | 17 km   |    | 660 | 51  | | Jungviehalm, Grimburg                                                                              |
| Warndt-Wald-Weg                                | Saarbrücken   | Karlsbrunn, Sankt Nikolaus | 15,6 km |    | 391 | 51  | | Aussichtsplattform über die Sandgrube von Freyming                                                 |
| Weg des Wassers                                | Merzig-Wadern | Büschfeld                  | 13 km   |    | 474 | 59  | | Viele Flüsse: Sollbach, Prims, Kerzenbach, Mottenborn, Springentalquelle, Heidenborn               |
| Wehinger Viezpfad                              | Merzig-Wadern | Saargau                    | 14 km   |    | 559 | 53  | Blechmühle-Nohn                                                                                     | Höhe des Saargaus, den Kewelsberg, Aussicht auf den Schwarzwälder Hochwald und das Merziger Becken |
| Wildnis-Trail                                  | Merzig-Wadern | Weiskirchen                | 18,5 km |    | 667 | 54  | | Schmuggler-Grenzpfad                                                                               |
| Litermont-Sagenweg                             | Merzig-Wadern | Beckingen                  | 16 km   |    | 574 | 60  | | |
| Felsenweg                                      | Merzig-Wadern | Losheim                    | 13,6 km |    | 236 | 100 | 49° 33′ 5″ N, 6° 45′ 44″ O                                                                          | Teufelsfels, Hölzbachtal, Römerburg und Schlangenfels                                              |
| Schluchtenpfad                                 | Merzig-Wadern | Losheim                    | 10,5 km |    | 130 | 73  | | |
| Oppig-Grät-Weg                                 | Merzig-Wadern | Losheim                    | 10,5 km |    | 181 | 72  | | |
| Waldsaumweg                                    | Merzig-Wadern | Losheim                    | 9,9 km  |    | 120 | 63  | 49° 30′ 17″ N, 6° 41′ 29″ O                                                                         | Bornwiesbach, Britten und Schönertskopf                                                            |
| Der Hochwälder                                 | Merzig-Wadern | Losheim                    | 9 km    |    | 80  | 62  | 49° 31′ 15″ N, 6° 44′ 16″ O                                                                         | Park der Vier Jahreszeiten, Stausee Losheim                                                        |
| Der Bergener                                   | Merzig-Wadern | Losheim                    | 11,5 km |    | 174 | 71  | | |
| Georgi-Panoramaweg                             | Merzig-Wadern | Losheim                    | 13,5 km |    | 100 | 63  | | |
| Steinhauerweg                                  | Merzig-Wadern | Losheim                    | 11 km   |    | 140 | 68  | | |
| Wolfsweg                                       | Merzig-Wadern | Merzig                     | 9,4 km  |    | 100 | 51  | | |
| Der Bietzerberger                              | Merzig-Wadern | Merzig                     | 17,5 km |    | 280 | 65  | | |
| Panoramaweg Perl                               | Merzig-Wadern | Perl                       | 12,2 km |    | 353 | 84  | | |
| Zwei-Täler-Weg                                 | Merzig-Wadern | Weiskirchen                | 13 km   |    | 450 | 73  | | |
| Hochwald-Pfad                                  | Merzig-Wadern | Weiskirchen                | 12 km   |    | 385 | 71  | | |
| Wildnis-Trail                                  | Merzig-Wadern | Weiskirchen                | 18,9 km |    | 320 | 51  | | |
| Weiselberg Gipfeltour                          | St. Wendel    | Freisen                    | 14,9 km |    | 572 | 51  | | |
| Schmuggler-Pfad                                | St. Wendel    | Namborn                    | 12,8 km |    | 436 | 53  | | |
| Bärenpfad                                      | St. Wendel    | Nohfelden                  | 12 km   |    | 442 | 62  | 49° 35′ 15″ N, 7° 8′ 41″ O                                                                          | drei frühgeschichtliche Hügelgräber, Naturdenkmal Dicke Eiche, alte Rhyolithgrube                  |
| Biberpfad                                      | St. Wendel    | Marpingen                  | 18,7 km |    | 651 | 51  | | |
| Tiefenbachpfad                                 | St. Wendel    | St. Wendel                 | 15 km   |    | 460 | 74  | | |
| 5-Weiher-Tour                                  | St. Wendel    | St. Wendel                 | 12 km   |    | 296 | 71  | | |
| Tafeltour Offizierspfad Imsbach                | St. Wendel    | Tholey                     | 11,5 km |    | 293 | 56  | | |
| Schaumberg Tafeltour                           | St. Wendel    | Tholey                     | 10,4 km |    | 569 | 53  | | |
| Bliesgau Tafeltour                             | Saarpfalz     | Gersheim                   | 17 km   |    | 325 | 40  | | |
| Schlossberg-Tour                               | Saarpfalz     | Homburg                    | 14,4 km |    | 140 | 50  | 49° 19′ 15″ N, 7° 20′ 40″ O                                                                         | Schlossberghöhlen, Merwoogweiher und Lambsbachtal                                                  |
| Hüttenwanderweg                                | Saarpfalz     | St. Ingbert                | 12 km   |    | 642 | 53  | 49° 14′ 36″ N, 7° 8′ 42″ O                                                                          | Historisches Waschhaus in Oberwürzbach, Eichertsfels                                               |
| Steinbachpfad                                  | Neunkirchen   | Ottweiler                  | 7 km    |    | 166 | 57  | 49° 24′ 8″ N, 7° 12′ 11″ O                                                                          | |
| Schauinslandweg                                | Neunkirchen   | Ottweiler                  | 10,5 km |    | 615 | 60  | 49° 23′ 9″ N, 7° 10′ 42″ O                                                                          | |
| Mühlenpfad                                     | Neunkirchen   | Ottweiler                  | 8,2 km  |    | 100 | 50  | 49° 25′ 1″ N, 7° 14′ 8″ O                                                                           | |
| Hangarder Brunnenpfad                          | Neunkirchen   | Neunkirchen                | 14 km   |    | 150 | 56  | 49° 22′ 55″ N, 7° 12′ 53″ O                                                                         | |
| Blies-Grenz-Weg                                | Saarbrücken   | Kleinblittersdorf          | 15,6 km |    | 538 | 49  | | |
| Frohn-Wald-Weg                                 | Saarbrücken   | Riegelsberg                | 10 km   |    | 301 | 50  | | |
| Brunnenweg                                     | Saarbrücken   | Saarbrücken-Ensheim        | 10 km   |    | 290 | 51  | 49° 13′ 41″ N, 7° 6′ 38″ O                                                                          | 14 historische, intakte, zum Teil denkmalgeschützte Laufbrunnen                                    |
| Litermont-Gipfel-Tour                          | Saarlouis     | Nalbach                    | 10 km   |    | 175 | 94  | | |
| Bach- und Burrenpfad                           | Saarlouis     | Schmelz-Hüttersdorf        | 13 km   |    | 254 | 60  | Wanderparkplatz Galgenberg                                                                          | |

## Quelle
- Deutsches Wanderinstitut
- Premiumwandern.com
- Liste des Saarlandtourismus